# Батат
Бата́т или ипомея батат (лат. Ipomoea batatas) — вид клубнеплодных растений рода Ипомея семейства Вьюнковые; известен также под названиями «кумара» и «сладкий картофель». Ценная пищевая и кормовая культура. Помимо клубней, в пищу используются также молодые листья и побеги — их едят как зелень.
Батат представляет собой травянистое многолетнее вьющееся растение, имеющее чередующиеся сердцевидные или пальчато-лопастные листья и средние сростнолепестные цветы. Съедобный клубневой корень — длинный и заострённый, с гладкой кожей. Сорта батата с белой или бледно-жёлтой мякотью — менее сладкие и влажные, чем с красной, розовой или оранжевой мякотью.
Батат происходит из тропических регионов Америки. Из примерно 50 родов и более 1000 видов вьюнковых он является единственным культурным растением, имеющим большое значение, — некоторые другие используются локально, но многие — ядовиты. Род Ipomoea, в который входит батат, включает в себя немало видов декоративных красивоцветущих растений, иногда обобщённо называемых «утренним сиянием»; некоторые сорта батата также выращивают как декоративные растения под названием «клубневое утреннее сияние».
В ДНК батата шесть наборов хромосом. Это способствует его повышенной устойчивости, так как благодаря множеству версий важных генов растение может сохранять резервные копии, которые помогают ему пережить засуху, противостоять вредителям, адаптироваться к различным условиям.

## Этимология
Научное название рода «ипомея» образовано от греческих слов ips, означающего «червь», и homoios — «похожий». Согласно наиболее распространённой версии, оно дано по виду ползучей корневой системы у многих представителей этого рода, по альтернативной — за вьющийся «червеобразный» характер побегов многих видов ипомеи. Иногда растение упоминается под устаревшими ботаническими названиями, вошедшими в синонимику рода: фарбитис (Pharbitis), квамоклит (Quamoclit), луноцвет или калониктион (Calonyction) и некоторыми другими.
Садоводы иногда называют представителей рода обиходным названием вьюнок, хотя Вьюнок (Convolvulus) — другой род внутри семейства Вьюнковые (Convolvulaceae) с похожим обликом, или граммофончики, за сходство венчика цветков ипомеи с рупором граммофона.  В англоязычных источниках некоторые виды, в первую очередь Ipomoea violacea, обиходно называют англ. morning glory, что в русскоязычных материалах зачастую переводится как «утреннее сияние».
Название «батат» заимствовано из языка таино. Батат обиходно называют «сладким картофелем», но с настоящим картофелем (Solanum tuberosum) он состоит в очень отдалённом родстве, не принадлежа не только к роду Solanum, но и к семейству паслёновых (Solanaceae); в то же время оба вида принадлежат к одному и тому же таксономическому порядку паслёноцветных (Solanales). Несмотря на то, что более тёмные сорта батата иногда называют «ямс» (yams) в некоторых частях Северной Америки, ботанически он очень отличается от настоящего ямса (Dioscorea spp.), относящегося к семейству диоскорейных.

## Ботаническое описание
Батат — травянистая лиана с длинными (1—5 м) ползучими стеблями-плетями, укореняющимися в узлах. Высота куста 15—18 см. Боковые корни батата сильно утолщаются и образуют корневые клубни с белой, жёлтой, оранжевой, розовой, кремовой, красной или фиолетовой съедобной мякотью. Один клубень весит от 200 граммов до трёх и более килограммов.
Листья сердцевидные или пальчато-лопастные, на длинных черешках.
Цветки сидят в пазухах листьев; венчик крупный, воронковидный, розовый, бледно-сиреневый или белый. Многие сорта не цветут. Опыление перекрёстное, преимущественно пчёлами. Цветение в условиях умеренной зоны отмечается редко.
Плод — четырёхсемянная коробочка; семена чёрные или бурые, диаметром 3,5—4,5 мм.

## Распространение
Родиной батата, вероятно, являются центральная Америка (Мексика), откуда он ещё в доколумбову эпоху широко распространился, попав в Вест-Индию, южную и восточную Полинезию, на остров Пасхи и в Новую Зеландию.
Каким образом шло распространение батата на такие большие расстояния, до сих пор является предметом научных споров. Гипотеза, что клубни разносились океанскими течениями, была исключена, поскольку считалось, что в морской воде они портятся. Однако в 2014 году учёные показали, что клубни ипомеи двулопастной (Ipomoea pes-caprae) могут прорасти даже после длительного пребывания в воде. По данным генетиков, батат возник более 800 тысяч лет тому назад, а американские и полинезийские разновидности батата разошлись[куда?] около 100 тысяч лет назад. Вероятно, семена батата попали в Полинезию по воде или при помощи птиц.
Позднее испанцы завезли батат в Испанию и на Филиппины, откуда это растение широко распространилось от стран Средиземноморья до Дальнего Востока (Японии и Тайваня).
Сейчас батат известен только в культурном виде. Выращивается в тропических и субтропических районах земного шара, иногда — в тёплых областях умеренной зоны. Особенно широко его выращивают в КНР, Индии, Индонезии.
По данным Продовольственной и сельскохозяйственной организации ООН (ФАО), в 2013 году в мире было собрано более 103 млн тонн клубней батата (Китай — 70,5 млн т, страны Африки — 20 млн т) с площади около 8,2 млн га (Китай — 3,35 млн га).

## История
В Центральной Америке культурный батат присутствовал по меньшей мере 5000 лет назад. Возможно, батат происходит из местности между полуостровом Юкатан в Мексике и устьем реки Ориноко в Венесуэле.
Батат выращивался в Полинезии до появления там европейцев и обычно распространяется черенками лозы, а не семенами. Радиоуглеродный анализ показал, что батат был распространён на Островах Кука до 1400 года н. э. Распространённой гипотезой является то, что батат черенками был привезён в Центральную Полинезию полинезийцами, которые путешествовали в Южную Америку и обратно, и распространился оттуда через Полинезию на остров Пасхи, Гавайи и Новую Зеландию. Предполагается, что батат мог присутствовать в Полинезии за тысячи лет до прибытия туда людей, однако согласно другим данным это произошло после.

### Применение у ацтеков
В произведении «Общая история дел Новой Испании» (1547—1577) Бернардино де Саагун, опираясь на сведения ацтеков о свойствах растений, привёл различные сведения о батате, в частности, о том, что:

Есть другие съедобные корни, образующиеся, как репа под землёй, которые называют камотли: это местные бататы, их едят варёными, сырыми и жареными.

## Батат в культуре
Батат, или сладкий картофель, выращивают в основном из-за его крахмалистых сладковатых клубней (содержат до 30 % крахмала и 6 % сахара).

### Клубни
Клубни батата — до 30 см длиной, сочные, с нежной мякотью и тонкой кожицей. Они не имеют глазков, и ростки развиваются из скрытых почек. Клубни разных сортов могут сильно различаться по форме — круглые, ребристые, веретенообразные; по цвету мякоти — белая, жёлтая, оранжевая, кремовая, красная, фиолетовая; по вкусу — от пресных до очень сладких; по текстуре — от мягких и сочных до сухих и твёрдых; по цвету кожуры — почти всех цветов радуги. Большинство выращиваемых сортов — более или менее сладкие благодаря содержанию сахарозы, глюкозы и фруктозы. На разломе клубня (или на срезанном стебле) выступает млечный сок.
Состав клубней может меняться в зависимости от конкретного сорта и условий выращивания (климата, используемой агротехники). Жёлтые и оранжевые разновидности батата особенно богаты бета-каротином (провитамин витамина А), и по этому показателю сравнимы, а порой и превосходят морковь. Сорта с фиолетовой мякотью содержат антоцианы, которые хорошо сохраняются даже при термообработке и на ярком свету, а потому всё чаще рекомендуются как основа здорового питания с антиоксидантными свойствами, уменьшающего риски возникновения рака, язвы, сердечно-сосудистых заболеваний, возрастных заболеваний глаза. По содержанию углеводов, кальция и железа батат заметно превосходит картофель, а его калорийность — в 1,2—1,5 раза выше. Как и картофель, батат противопоказан при диабете.
В тропических странах, где батат растёт как многолетнее растение, масса клубня может достигать 10 кг; в условиях умеренного климата, где вегетации мешают зимние морозы, клубни получаются меньше, но могут достигать веса 1—3 кг и более (зависит от приспособленности сорта и длительности безморозного периода в конкретной местности).

### Выращивание
Батат теплолюбив и нормально растёт и развивается при температуре не ниже +20 °C, оптимально +25…+30 °С. В тропиках он возделывается как многолетнее растение, в умеренной зоне — в однолетней культуре. Большинство сортов батата почти утратили способность к половому размножению, а многие сорта вообще не цветут, поэтому размножается батат вегетативным путём — отростками пророщенных клубней и отрезками плетей.
В зависимости от сорта и условий выращивания клубни вызревают за 2—9 месяцев. Собранный и просушенный батат хранится при температуре +13…+16 °C и относительной влажности 85—90 % до полугода и более.

#### Агротехника промышленного выращивания
В мире широко используется схема выращивания, которая проходит следующие стадии:
1. Получение черенков. Сначала создаются специальные рассадные гряды, где проращивается часть клубней прошлого урожая. Такие гряды располагаются либо в условиях теплицы, либо в поле, где укрываются плёнкой. За 5—6 недель из клубней вырастают длинные побеги, которые и срезаются. Оптимальной длиной черенка считается 20—30 сантиметров. Посадка батата целыми клубнями или их частями, подобно картофелю, является неэффективной[30] из-за особенностей роста культуры — урожай с таких растений будет непредсказуем (сильно варьируется), а качество клубней — очень низким. Посадка черенками также предотвращает распространение болезней через клубни. В странах, где выращивание возможно круглый год, в качестве черенков могут использоваться части лоз взрослых растений с других полей.
2. Высадка черенков, которая может производиться специальной посадочной машиной. Предварительное их укоренение не требуется — побеги быстро укореняются сами (за время от нескольких часов до пары суток). В начальный период развития черенков (первые 40—60 дней) важно поддерживать почву влажной. Схема посадки различна и зависит от климатических условий и особенностей роста конкретного сорта.
3. Основной период развития — со дня высадки черенков до начала уборки урожая — занимает 90—150 дней (в зависимости от сорта и агротехники).
4. Сбор и лечение: собранный урожай проходит процедуру «лечения» — клубни выдерживаются в специальных условиях, чтобы на них зажили царапины и потёртости. Такие клубни хранятся намного лучше и дольше.
5. Предпродажная подготовка: для сохранения товарности клубней иногда практикуется их обработка ингибиторами прорастания перед отправкой в магазины.

#### Выращивание в России
Есть успешный опыт выращивания батата на севере Башкирии по схеме, близкой к промышленной, — когда клубни проращивались 5 недель в тёплом помещении, а срезанные черенки без укоренения высаживались в открытый грунт. При такой посадке через 110—120 дней после высадки черенков, батат показывал урожайность, сравнимую с таковой в южных штатах США.
Практикуется также ведение батата через рассаду. В условиях Хакасии хорошие урожаи клубней можно получить при выращивании батата укоренением черенков (продолжительность рассадного периода 100—110 дней) и высадкой в открытый грунт в первой декаде июня (после окончания угрозы весенних заморозков).
Для России также полезен канадский опыт выращивания батата (климат Канады схож с российским). При этом высадка черенков производится в гряды, почва которых плотно укрыта прозрачной пластиковой плёнкой, надземная часть растений остаётся на открытом воздухе. Такой прогрев почвы позволяет значительно ускорить созревание урожая и компенсировать перепады температур.

### Использование
Клубни батата широко используют в пищу. По вкусу, в зависимости от сорта, приготовленный батат отчасти напоминает сладковатый подмороженный картофель, отсюда его второе название — «сладкий картофель». Сырой батат напоминает морковь и по цвету, и по вкусу; жареный батат по вкусу похож на жареную тыкву.
Помимо жареных, бататы едят сырыми, отваренными и печёными, а также добавляют в каши.
Существуют рецепты изготовления из батата суфле, чипсов, повидла, пастилы и других блюд. Из клубней также получают крахмал (лат. Amylum Batatae), муку, сахар, патоку и спирт. Молодые листья и стебли батата после отваривания или вымачивания, удаляющего горький млечный сок, используют для салатов.
Семена цветущих сортов используются как суррогат кофе.
Все части батата идут на корм скоту; зелёную массу можно закладывать в компост, и она, в отличие от картофеля, не поражается грибковыми заболеваниями.
Бататовый крахмал в виде слизистых извлечений применяют в медицине как обволакивающее и мягчительное средство.
В Южной Америке сок батата смешивают с соком лайма, чтобы сделать краску для ткани. Варьируя пропорции сока, можно получить любой оттенок от розового до чёрного.

## Производство
Ведущие производители батата
| Страна     | 2011 | 2022 |
| ---------- | ---- | ---- |
| Китай      | 81,7 | 46,6 |
| Малави     |      | 8,1  |
| Танзания   | 1,4  | 4,3  |
| Нигерия    | 2,8  | 4,0  |
| Ангола     |      | 1,9  |
| Руанда     |      | 1,4  |
| Уганда     | 2,8  | 1,3  |
| Индия      | 1,1  | 1,2  |
| США        | 1,0  | 1,2  |
| Мадагаскар |      | 1,1  |
| Эфиопия    |      | 1,0  |
| Вьетнам    | 1,3  | 1,0  |
| Индонезия  | 2,0  | 0,9  |

Источник: Продовольственная и сельскохозяйственная организация ООН (FAO)[уточнить].

## Биологическая активность
In vivo исследование показало, что экстракты Ipomoea batatas улучшили сексуальное возбуждение, качество спермы, уровни тестостерона, ФСГ, ЛГ и эстрадиола у самцов крыс Sprague Dawley. Они также ослабили токсическое воздействие бисфенола А на семенники, восстановив уровни эндогенных антиоксидантных ферментов (CAT, SOD, POD и GSH) и уменьшив количество NO.